# کوکوربالسامینول آ

کوکوربالسامینول آ (انگلیسی: Cucurbalsaminol A) نوعی ترکیب شیمیایی است که در ساختار خود دارای سی عدد اتم کربن می باشد.